# 久野尊資
久野 尊資（くの たかすけ / たかし、1880年（明治13年）10月2日 - 1939年（昭和14年）2月17日）は、明治から昭和前期の農業経営者、政治家。衆議院議員、愛知県会議長、愛知県知多郡加木屋村長、同郡横須賀町長。

## 経歴
愛知県知多郡加木屋村（横須賀町を経て現東海市加木屋町）で、久野浅右衛門の長男として生まれる。1890年（明治23年）愛知県尋常師範学校（のち愛知第一師範学校）を卒業した。その後、教員となり加木屋小学校長を務めて退職。1905年（明治38年）家督を相続し農業を営む。
加木屋村長、横須賀町会議員、同町長、知多郡会議員、愛知県会議員、同参事会員、同議長などを務めた。1928年（昭和3年）2月、第16回衆議院議員総選挙で愛知県第2区から立憲民政党公認で出馬して当選し、その後、第一控室会に所属して衆議院議員に1期在任した。
また、横須賀町農会長、知多郡農会副会長、同教育会副会長、産業組合中央会愛知支会副会長、竹内商店取締役なども務めた。